# Poecilopsis hunii
Poecilopsis hunii är en fjärilsart som beskrevs av Charles Oberthür. Poecilopsis hunii ingår i släktet Poecilopsis och familjen mätare. Inga underarter finns listade i Catalogue of Life.